# جوکر اوت
جوکر اوت (به انگلیسی: Joker Out) گروه موسیقی اهل اسلوونی است.
آن‌ها نماینده اسلوونی در یوروویژن ۲۰۲۳ بودند.